# Санґ'єпал
Санґ'єпал (тиб. སངས་རྒྱས་དཔལ; 1267– 1314) — 7-й діші (імператорський наставник) Тибету в 1305—1314 роках.

## Життєпис
Походив з роду Хангасарпа, пов'язаного з кланом Кхен. Молодший син Сумпа Дракпа Г'ялцена. Здобув класичну освіту для представників сак'яської школи.
Відомостей про нього обмаль. Своєю кар'єрою завдячує старшому братові Дракпі Одзеру. 1305 року призначається діші (імператорським наставником) Тибету. Відомі його листи та накази до типонів (темників).
Проте його вплив був обмежений дпон-ченами (цивільними адміністраторами), яких призначали імператори. Тому більшу увагу приділяв посиленню тибетського буддизму в імперії Юань. Весь час мешкав в Ханбалику.
Помер Санґ'єпал 1314 року. Новим діші став Кюнга Лотро Г'ялцен.